# Ade Resky Dwicahyo
Ade Resky Dwicahyo (* 13. Mai 1998 in Kendari, Indonesien) ist ein aserbaidschanischer Badmintonspieler indonesischer Herkunft.

## Karriere
Ade Resky Dwicahyo startete 2017 international letztmals für sein Geburtsland Indonesien. Im gleichen Jahr wurde er in Aserbaidschan erstmals nationaler Meister. 2018 gewann er die Egypt International, die Bahrain International, die Botswana International, die Zambia International und die Belarus International. 2019 siegte er bei den Cameroon International und den Benin International. 2021 qualifizierte er sich für die Olympischen Sommerspiele des gleichen Jahres.

## Sportliche Erfolge
| Saison | Veranstaltung                         | Disziplin | Platz | Name                                      |
| ------ | ------------------------------------- | --------- | ----- | ----------------------------------------- |
| 2017   | Aserbaidschanische Meisterschaft 2017 | MD        | 1     | Ade Resky Dwicahyo / Azmy Qowimuramadhoni |
| 2017   | Aserbaidschanische Meisterschaft 2017 | MS        | 1     | Ade Resky Dwicahyo                        |
| 2018   | Egypt International 2018              | MD        | 1     | Ade Resky Dwicahyo / Azmy Qowimuramadhoni |
| 2018   | Belarus International 2018            | MD        | 1     | Ade Resky Dwicahyo / Azmy Qowimuramadhoni |
| 2018   | Bahrain International 2018            | MS        | 1     | Ade Resky Dwicahyo                        |
| 2018   | Bahrain International 2018            | MD        | 1     | Ade Resky Dwicahyo / Azmy Qowimuramadhoni |
| 2018   | Botswana International 2018           | MS        | 1     | Ade Resky Dwicahyo                        |
| 2018   | Botswana International 2018           | MD        | 1     | Ade Resky Dwicahyo / Azmy Qowimuramadhoni |
| 2018   | South Africa International 2018       | MD        | 1     | Ade Resky Dwicahyo / Azmy Qowimuramadhoni |
| 2018   | Zambia International 2018             | MS        | 1     | Ade Resky Dwicahyo                        |
| 2018   | Belarus International 2018            | MS        | 1     | Ade Resky Dwicahyo                        |
| 2018   | Egypt International 2018              | MS        | 1     | Ade Resky Dwicahyo                        |
| 2018   | Turkey International 2018             | MS        | 3     | Ade Resky Dwicahyo                        |
| 2018   | Aserbaidschanische Meisterschaft 2018 | MS        | 1     | Ade Resky Dwicahyo                        |
| 2018   | Aserbaidschanische Meisterschaft 2018 | MD        | 1     | Ade Resky Dwicahyo / Azmy Qowimuramadhoni |
| 2018   | Zambia International 2018             | MD        | 1     | Ade Resky Dwicahyo / Azmy Qowimuramadhoni |
| 2019   | Aserbaidschanische Meisterschaft 2019 | MS        | 1     | Ade Resky Dwicahyo                        |
| 2019   | Benin International 2019              | MS        | 2     | Ade Resky Dwicahyo                        |
| 2019   | Cameroon International 2019           | MS        | 1     | Ade Resky Dwicahyo                        |